# アイ・ウォント・ユー (ビートルズの曲)
「アイ・ウォント・ユー」（原題 : I Want You (She's So Heavy)）は、ビートルズの楽曲である。1969年9月に発売された11作目のイギリス盤公式オリジナル・アルバム『アビイ・ロード』に収録された。レノン＝マッカートニー名義となっているが、ジョン・レノンによって書かれた楽曲。演奏時間は7分47秒と、8分23秒の「レボリューション9」に次いでビートルズの公式発表曲で長い曲となっており、繰り返されるギターのアルペジオや、エンディング部分に含まれているホワイトノイズ、演奏の途中で音が途切れて曲が終わることが特徴となっている。1969年8月11日に完成した本作は、ビートルズの4人が揃ってレコーディングを行った最後の楽曲となった。

## 背景・曲の構成
レノンは、1968年頃から後に妻となるオノ・ヨーコに捧げた曲を作っているが、本作も彼女に捧げたもの。歌詞では15種類の単語しか使用されておらず、このことについてレノンは「ヨーコが言うように、溺れそうになっているときに『もし誰かが溺れている私に気づいて、助けに来てくれるだけの先見性をお持ちであれば幸甚に存じます』なんてことを言う奴なんていない。ただ叫び声を上げるだけだ。この曲での僕は『お前が欲しい、欲しくて頭がおかしくなりそうだ、彼女はとてもヘヴィ…』としか歌っていない。それですべてなんだ」と語っている。
ギターのアルペジオによるイントロは6/8拍子となっていて、Dマイナー→Eb9→Bb7→Aaugという進行が用いられている。ブルースコードが用いられたヴァースを歌い終わったあと、「She's so heavy（彼女はとてもヘヴィ）」というフレーズを繰り返すテーマに入り、リードギターで演奏される2番目のヴァースへと続く。再びテーマに入り、3番目のヴァースでレノンの「She's So」と歌ったのち、テーマを3分間繰り返すコーダへと入っていく。コーダでは、ギターのアルペジオがダブルトラックになっており、途中からモーグ・シンセサイザーによるホワイト・ノイズが入ってくる。なお、楽曲は15回目のテーマの途中で突然終了する。
1969年9月にジョージ・ハリスンは、本作について「かなりヘヴィな感じ。ジョンはリードギターを弾いて、ギターと同じように歌っている。リフは実のところ、ごくシンプルなブルース調になっている。それにミドル・セクションが素晴らしい。ジョンのタイミングは驚異的で、コード進行もすごくいい」と語っている。

## レコーディング
「アイ・ウォント・ユー」は、1969年1月より開始されたゲット・バック・セッション中に幾度となくリハーサルが行われており、同月29日のセッションでは、エレクトリックピアノで参加していたビリー・プレストンが、ヴァースのメロディに乗せてマーティン・ルーサー・キングの演説「I Have a Dream」を元にした即興の歌詞で、同月末のセッションの合間でポール・マッカートニーが独自のアレンジで歌っている。また、同月30日にアップル・コアの屋上で行われた最後のコンサートでも断片的に演奏された。
2月22日にジョージ・マーティンをプロデューサーに迎えて、トライデント・スタジオでレコーディングが行われた。8トラック・レコーダーのトラック1と4にはレノンとハリスンのギター、トラック2と3にはリンゴ・スターのドラム、トラック5にはマッカートニーのベース、トラック7にレノンのボーカルが録音された。35テイク録音され、最終的なバッキング・トラックはざまざまな演奏を繋ぎ合わせて作成された。
4月18日に場所をEMIレコーディング・スタジオに移し、オーバー・ダビングの作業を行った。なお、空きトラックを作るために、編集が行われたトライデント・スタジオでのマスター・テープからテイク1と命名されたリダクション・ミックスが作成されており、レノンのボーカルとギターがトラック8にまとめられた。同月20日のセッションで、コンガとドラムが録音されたトラック6に対して、プレストンのオルガンが追加された。
8月8日にトライデント・スタジオでの8トラック・マスター・テープの最後のインストゥルメンタル・セクションに、モーグ・シンセサイザーによるホワイト・ノイズがオーバー・ダビングされた。なお、トライデント・スタジオでの8トラック・マスターテープには、オーバー・ダビングが施されていないため、ホワイト・ノイズが入ったセクションは、ステレオ・ミックス作成時にEMIレコーディング・スタジオでのリダクション・ミックスに繋ぎ合わされた。8月11日にもオーバー・ダビングが行われており、同日のセッションがメンバー4人が揃った最後のセッションとなった。
なお、実際の演奏時間は8分4秒あったのだが、ミックスを聴いていたレノンが「そこでテープを切れ！」と叫び、レコーディング・エンジニアのジェフ・エメリックが7分44秒の位置でテープを切ったことから今のような終わり方になった。

## その他のバージョン
2006年に発売された『LOVE』では、本作のコーダが「ヘルター・スケルター」のボーカルとともに、「ビーイング・フォー・ザ・ベネフィット・オブ・ミスター・カイト」に繋ぎ合わされている。
2019年に発売された『アビイ・ロード (スーパー・デラックス・エディション)』のCD2には、この日にレコーディングしたアウトテイクと、8トラック・リダクション・ミックスのエンディング部分を組み合わせた音源が収録された。この音源ではホワイト・ノイズが入っておらず、プレストンによるオルガンのソロがフィーチャーされており、完成版でカットされたギターのフレーズも含まれている。

## 評価
『ピッチフォーク』のジリアン・メイプスは、「アイ・ウォント・ユー」について「ジョン・レノンがヘヴィメタルの超越を先取りした」曲と評している。2015年に『ギターワールド』誌に寄稿したジョシュ・ハートとダミアン・ファネリは「50 Heavies Songs Before Black Sabbath」の34位に本作を挙げ、「滅多に聴くことのできないジョン・レノンのリードギターが光るブルージーなロッカー」「この曲がドゥームメタルを何気なく生み出したかもしれない」と評している。
『タイムアウト・ロンドン』誌のジェームズ・マーニングは、本作について「ストーナーロックの礎」という認識を示している。

## クレジット
※出典
- ジョン・レノン - リード・ボーカル、ハーモニー・ボーカル、リードギター、モーグ・シンセサイザー
- ポール・マッカートニー - ハーモニー・ボーカル、ベース
- ジョージ・ハリスン - ハーモニー・ボーカル、リズムギター、リードギター
- リンゴ・スター - ドラム、コンガ、ウィンドマシーン[4]
- ビリー・プレストン - ハモンドオルガン

## カバー・バージョン
- ビージーズ - 1978年に発売されたアルバム『Sesame Street Fever/Sgt. Pepper's Lonely Hearts』に収録[18]。
- 高中正義 featuring ポリーン・ウィルソン - 1995年に発売されたカバー・アルバム『COVERS』に収録[19]。
- ジョージ・リンチ - 2004年に発売された『Furious George』に収録[20]。
- ジョン・レジェンド - 2008年に発売されたライブ・アルバム『Live From Philadelphia』に収録。